# آشوک (فیلم)
آشوک (به انگلیسی: Ashok) فیلمی هندی محصول سال ۲۰۰۶ و به کارگردانی سورندر ردی است. در این فیلم بازیگرانی همچون ان.تی راما رائو جونیور، سمیرا ردی، پراکاش راج و سنو سود ایفای نقش کرده‌اند.